# Municipio de Dora (Arkansas)
El municipio de Dora (en inglés: Dora Township) es un municipio ubicado en el condado de Crawford en el estado estadounidense de Arkansas. En el año 2010 tenía una población de 1300 habitantes y una densidad poblacional de 38,73 personas por km².

## Geografía
El municipio de Dora se encuentra ubicado en las coordenadas 35°27′44″N 94°25′17″O / 35.46222, -94.42139. Según la Oficina del Censo de los Estados Unidos, el municipio tiene una superficie total de 33.57 km², de la cual 30,33 km² corresponden a tierra firme y (9,65 %) 3,24 km² es agua.

## Demografía
Según el censo de 2010, había 1300 personas residiendo en el municipio de Dora. La densidad de población era de 38,73 hab./km². De los 1300 habitantes, el municipio de Dora estaba compuesto por el 87,46 % blancos, el 1,23 % eran afroamericanos, el 3,62 % eran amerindios, el 1,54 % eran asiáticos, el 2,62 % eran de otras razas y el 3,54 % eran de una mezcla de razas. Del total de la población el 7,77 % eran hispanos o latinos de cualquier raza.